# Long Crichel
Long Crichel est un petit village anglais et ancienne paroisse civile (jusqu'en avril 2015), faisant partie aujourd'hui de Crichel après sa fusion avec Moor Crichel, dans l'Est du Dorset. Il comptait 81 habitants en 2001.
Le village de Long Crichel et ses terres environnantes ont fait partie pendant des siècles du domaine de Crichel, avant son dissolution. Les seigneurs du domaine habitaient Crichel House à Moor Crichel.

## St Mary's Church
L'église du village est St Mary's Church. Son clocher date du XVe siècle, et le reste de l'édifice est reconstruit en 1851. Elle ferme au culte (anglican) en 2001, puis elle est acquise en 2010 par les Friends of Friendless Churches qui la restaurent ; le clocher et le vitrail Est sont inscrits aux monuments protégés (niveau II). On peut toujours sur réservation organiser des services religieux chrétiens et le cimetière peut encore accueillir des enterrements sous la responsabilité du conseil paroissial de l'église voisine de Witchampton.

## Long Crichel House

Long Crichel House bâtie en 1786.

Long Crichel House, protégée au niveau II, est un ancien presbytère bâti en 1786. La maison a été conjointement achetée en 1945 par Edward Sackville-West, le critique musical Desmond Shawe-Taylor et le marchand d'art Eardley Knollys. Ils reçoivent dans l'après-guerre tout un cercle d'amis écrivains, musiciens, artistes, etc., au premier rang desquels James Lees-Milne et Raymond Mortimer, ainsi que Sibyl Colefax, Anthony Asquith, Graham Sutherland, Lord Berners, Nancy Mitford, Benjamin Britten, Laurie Lee, Ben Nicolson, Cecil Day-Lewis et Graham Greene. Somerset Maugham et E. M. Forster viennent également.
Vanessa Bell et Duncan Grant y firent des séjours ; Vanessa Bell y peignit et fit des assiettes peintes pour la maison, tandis que Duncan Grant fit le dessin des rideaux de la salle à manger
Edward Sackville-West mourut en 1965 et Knollys et son ami Mattei Radev achetèrent une autre maison de campagne dans le Hampshire en 1967. Shawe-Taylor demeura à Long Crichel House jusqu'à sa mort ici, âgé de 88 ans, le 1er novembre 1995, après avoir fait une promenade dans la campagne,.

## Illustrations

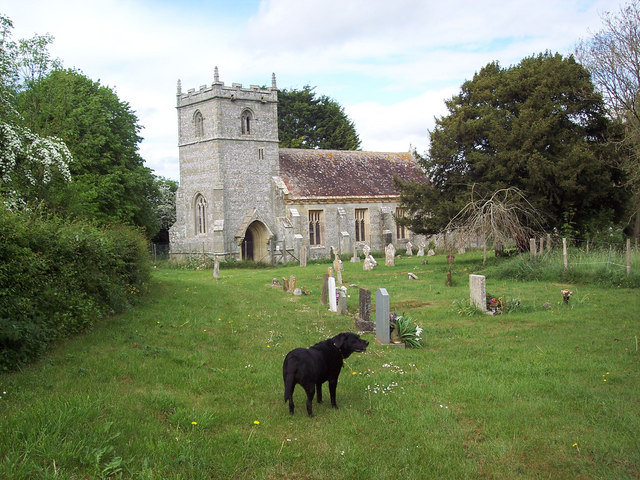
Entrée de l'église.
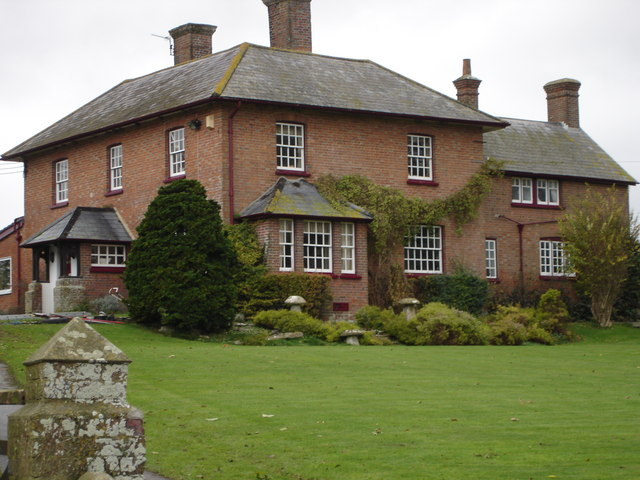
Higher Farm.
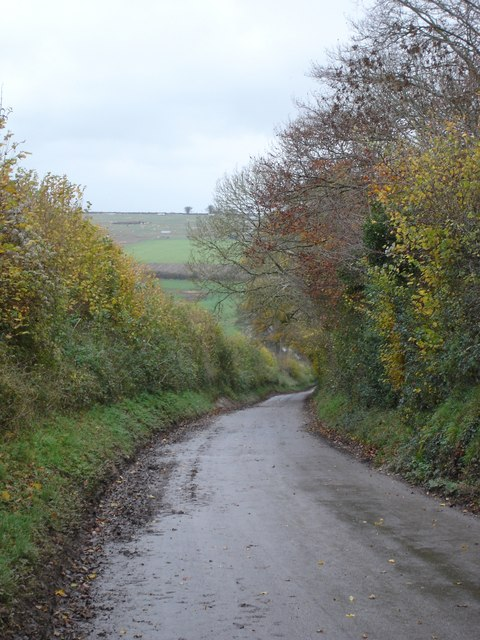
Route d'accès.
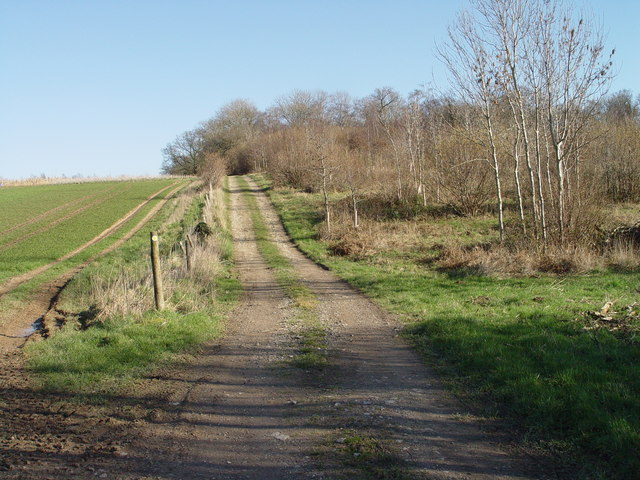
Rushton Hill.